# هوانانوسور
هوانانوسور (نام علمی: Huanansaurus) نام یک سرده از تیره خاگ‌دزدان است.